# Вески Нероновские
Вёски Нероновские  — деревня в Калязинском районе Тверской области. Входит в состав Старобисловского сельского поселения.

## География
Находится в юго-восточной части Тверской области на расстоянии приблизительно 22 км на юг-юго-восток по прямой от районного центра города Калязин.

## История
Была отмечена на карте 1825 года. В 1859 году здесь (тогда деревня Калязинского уезда Тверской губернии) было учтено 18 дворов, в 1978 — 50.

## Население
Численность населения: 132 человека (1859 год), 48 (русские 98 %) в 2002 году, 38 в 2010.